# Cabariot
Cabariot ist eine französische Gemeinde mit 1.470 Einwohnern (Stand: 1. Januar 2022) im Département Charente-Maritime in der Region Nouvelle-Aquitaine. Lussant gehört zum Arrondissement Rochefort und zum Kanton Tonnay-Charente. Die Einwohner werden Cabariotais genannt.

## Geographie
Cabariot liegt etwa acht Kilometer ostnordöstlich vom Stadtzentrum von Rochefort an der Charente, die die Gemeinde im Süden begrenzt und in die hier der Boutonne mündet. Umgeben wird Cabariot von den Nachbargemeinden Tonnay-Charente im Norden und Nordwesten, Lussant im Osten und Nordosten, Champdolent im Osten und Südosten, Bords im Südosten, La Vallée im Süden sowie Saint-Hippolyte im Westen. 
Durch die Gemeinde führt die Autoroute A837.

## Bevölkerungsentwicklung
| Jahr      | 1962 | 1968 | 1975 | 1982 | 1990 | 1999 | 2006 | 2018 |
| Einwohner | 872  | 881  | 921  | 894  | 1087 | 1080 | 1149 | 1364 |

Quellen: Cassini und INSEE

## Sehenswürdigkeiten
- Kirche Saint-Clément aus dem 11. Jahrhundert

Siehe auch: Liste der Monuments historiques in Cabariot

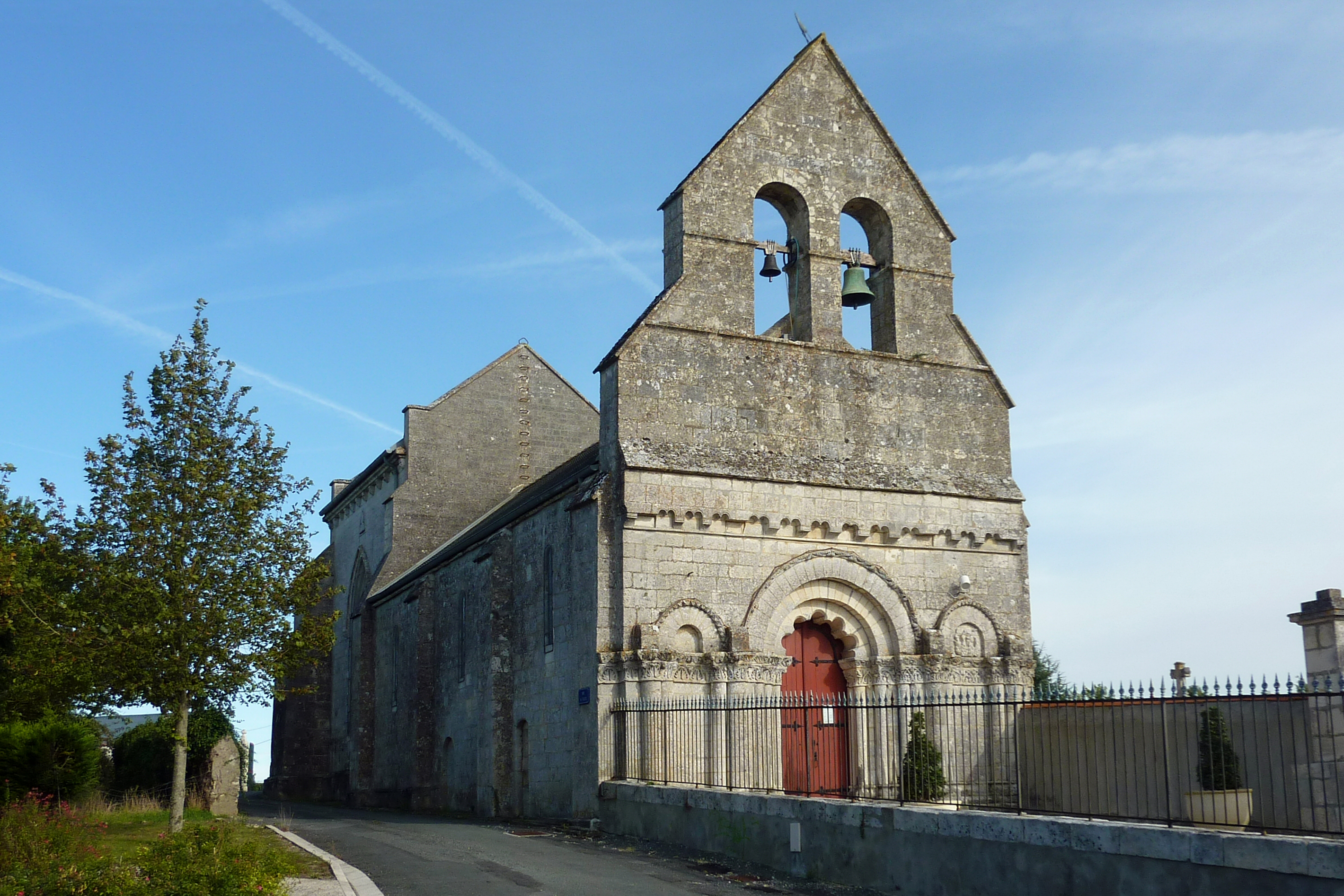
Kirche Saint-Clément